# Огоста (стадион)
„Огоста“ е клубният стадион на ПФК „Монтана“. До 1990-те носи името „Иван Аврамов“.
Капацитетът на съоръжението е 5 000 седящи места. Има пластмасови седалки и лекоатлетическа писта, която се използва най-вече за детски турнири. Основен ремонт на стадиона е направен през 1995 година – капацитетът е увеличен с около 2000 места с построени нова фен зона, сектор за гости и буферна зона. Тревното покритие е подменено през лятото на 2010 г. През 2011 г. по волята на дарителя Кирил Маринов е изграден и тренировъчен терен с изкуствена настилка. През 2014 г. по трансграничен проект са обновени пистата и терена на стадиона, поставено е табло за резултат и е изградено електрическо осветление.